# Бута (река)
Бута́ (ороч. Буту) — река в Хабаровском крае России, правый приток реки Хуту. Высота устья 188 м. Длина реки 80 км, общее направление течения — северо-восточное.
Берёт начало на центральном хребте Сихотэ-Алинь, в 30 км к востоку от горы Тордоки-Яни, на склоне сопки на высоте около 800 метров (к юго-западу через сопку находится исток реки Анюй). На всём течении — типичная горная река. Растительность по берегам — светлохвойная лиственничная тайга и смешанный лес.
Через реку проходит участок автодороги Р-454 Лидога — Ванино. Для проезда транспорта через Буту был перекинут сборный железный мост. Осенью 2015 года построен и введён в эксплуатацию новый железобетонный автомобильный мост длиной 130 метров. В районе моста в летнее время останавливаются туристы. Также практикуется любительская рыбалка на удочку.

## Гидрология
Питание реки смешанное, с преобладанием дождевого. Дальневосточный тип водного режима. Весеннее половодье проходит с середины апреля по начало июня, позже начинается летне-осеннее дождевое половодье, осложнённое паводками. Река замерзает в середине ноября, вскрывается ото льда в конце апреля, на отдельных участках перемерзает до дна. Вода прозрачная и чистая.

## Притоки
Притоки реки (снизу-вверх):
- правые — реки Аджала́ми, Верхние Ботойки, Болойки; ручьи Ветвистый, Прямой; река Сака́й-Бапу́; ручьи Рудный, Спокойный, Манящий; река Тау; ручьи — Безымянный, Забытый, Стойкий, Мутный, Туманный, Горный, Однобокий, Изюбриный, Угловой, Охотничий
- левые — ручей Крутой, реки Могго-Бекани, Муни, Баппу, Половинка, Мопау; ручьи Багульный, Звериный; река Каргани; ручьи Маршрутный, Лебединый, Соболиный, Снежный; реки — Ленин, Тарасов
- и ещё два десятка ручьёв без названия[3][4].

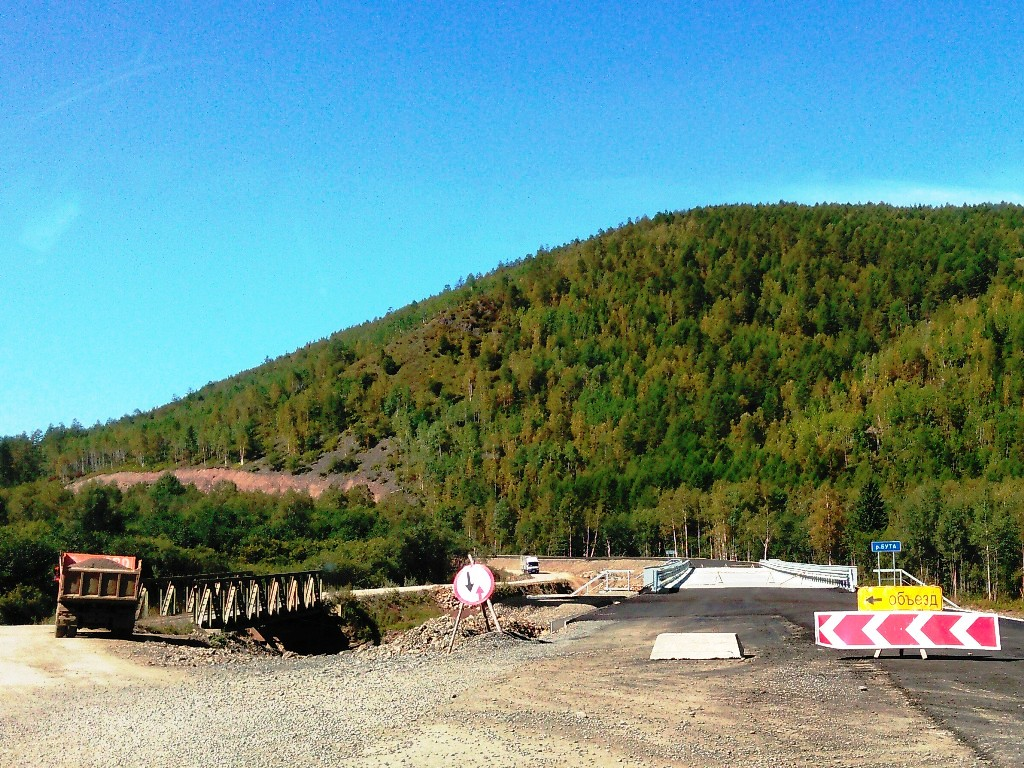
Мосты через Буту — слева старый железный, справа новый. Съёмка — сентябрь 2015 год

По берегам реки нет ни одного населённого пункта, и никакой хозяйственной деятельности человека (на соседних сопках производится лесозаготовка). Незначительный участок реки протекает по территории государственного природного заказника «Мопау». В бассейне реки в начале XX века наблюдались популяции лося, кабарги, соболя и росомахи, изредка заходили изюбры, кабаны и тигры.

## Сплав по реке экспедиции В. К. Арсеньева в 1908 году
В июне 1908 года началась Сихотэ-Алиньская экспедиция знаменитого путешественника и исследователя Дальнего Востока В. К. Арсеньева, которая чуть не закончилась трагедией на реке Буту. Вот как описывает сложившуюся ситуацию автор книги про Арсеньева В. И. Малов:

5 августа путешественники дошли до места впадения одной из маленьких рек в Буту. Отсюда дальше можно было продвигаться на лодках. Однако в первый же день одна из лодок разбилась о камни. Погибли палатки, фотоаппарат, значительная часть продуктов. Теперь часть отряда плыла вниз по течению на лодке, а остальные шли по берегу. Новой неожиданностью оказалась упавшая в воду ель. Остановить лодку с помощью шестов не успели, и она врезалась в ствол. Люди остались живы, но погибли все остатки снаряжения. Положение стало катастрофическим. Возвращаться назад было бессмысленно: сзади не было никаких селений. Оставалось только идти вперед…
Несколько дней спустя начался голод. Даже грибы, которые то и дело попадались на пути, были несъедобны. Наконец пришел день, когда никто уже не мог идти дальше. Арсеньев и его спутники остановились неподалеку от места слияния рек Буту и Хуту. Люди так исхудали, что не было сил даже отбиваться от мошки. Позже Владимир Клавдиевич Арсеньев очень простыми, но исполненными высокого мужества словами описал самый страшный момент своего третьего путешествия на Сихотэ-Алинь: «На берегу рос старый тополь. Я оголил его от коры и на самом видном месте ножом вырезал стрелку, указывающую на дупло, а в него вложил записную книжку, в которую записал все наши имена, фамилии, адреса. Теперь все было сделано. Мы приготовились умирать».
— Малов В. И. В. К. Арсеньев. — М.: Просвещение, 1986, с. 47
Ночью 4 сентября на экспедицию случайно вышли охотники-орочи. Это было спасением. Сплав был продолжен, и путешественники успешно добрались до Императорской (ныне Советской) Гавани.
В память о тех событиях, в трёхстах метрах от места впадения реки Бута в реку Хуту в октябре 1963 года совгаванские туристы установили табличку. В 1986 году работниками порта Ванино был установлен памятный знак в виде «розы ветров» и мраморная табличка с надписью. В сентябре 1990 года к ним прибавилась табличка совгаванского турклуба «Полюс». 11 июня 2010 года на место слияния рек отправилась экспедиция энтузиастов под руководством работника порта Ванина, краеведа и фотографа С. В. Еремина. 12 июня памятный знак был перенесён на живописный берег Буту метров за 600—700 дальше от развилки, так как берег реки стало сильно подмывать.

## Данные водного реестра
По данным государственного водного реестра России относится к Амурскому бассейновому округу, водохозяйственный участок реки — пролива Невельского и бассейна Японского моря от мыса Лазарева до северной границы бассейна реки Самарга. Речной бассейн реки — бассейны рек Японского моря.
Код водного объекта в государственном водном реестре — 20040000112118200002745.